# つがる市立柏中学校
つがる市立柏中学校（つがるしりつ かしわちゅうがっこう）は、青森県つがる市柏広須にある公立中学校。

## 概要
- 本校は、旧柏村中心部にあり、旧柏村域が学区となっている。

## 沿革
- 1947年（昭和22年）
  - 4月1日 - 新学制施行により柏村立柏第一中学校設立。当時は、柏村立柏第一小学校校舎に併置されていた。
  - 4月22日 - 開校式挙行。
- 1949年（昭和24年）
  - 3月31日 - 柏第二中学校を併合し、柏村立柏中学校に改称。
  - 11月 -  校歌制定。
- 1950年（昭和25年）2月11日 - 独立校舎落成。記念式典挙行。
- 1951年（昭和26年）3月23日 - 校旗樹立。樹立式挙行。
- 1962年（昭和37年）3月 - 校舎の増改築実施。
- 1980年（昭和55年）12月 - 新築校舎完成[1]。
- 2005年（平成17年）2月11日 - つがる市誕生により、つがる市立柏中学校に改称。

## 学区
- つがる市の旧柏村全域。

## 周辺
- 青森県道37号弘前柏線
- 社会福祉法人柏友会幼保連携型認定かしわこども園
- つがる市役所柏分庁舎
- 浄円寺
- 柏郵便局

## アクセス
- つがる市役所柏分庁舎から、約600m、車で約1分・徒歩約10分。
- つがる市地域内交通柏線「柏庁舎前」バス停から、徒歩約520m・徒歩9分。
- つがる市教育委員会（生涯学習交流センター・松の館）から、車で約5km・約9分。

## 参考資料
- 『青森県教育史 別巻』（青森県教育委員会・1973年12月20日発行）904頁｢学校沿革 中学校 柏中学校｣
- 『柏村郷土史』（柏村・1964年8月31日発行）295頁「四、柏中学校沿革」